# Kuivajärvi (sjö i Finland, Egentliga Tavastland)
Kuivajärvi är en sjö i Finland. Den ligger i kommunen Tammela i landskapet Egentliga Tavastland, i den södra delen av landet, 90 km nordväst om huvudstaden Helsingfors. Kuivajärvi ligger 96,6 meter över havet. Den är 9,9 meter djup. Arean är 8,24 kvadratkilometer och strandlinjen är 27,6 kilometer lång. Sjön  ingår i Kumo älvs huvudavrinningsområde.   I omgivningarna runt Kuivajärvi växer i huvudsak blandskog. Den sträcker sig 6,0 kilometer i nord-sydlig riktning, och 5,6 kilometer i öst-västlig riktning.
I övrigt finns följande i Kuivajärvi:
- Honkisaari (en ö)
- Luotokivet (en ö)